# Pierre Gorman

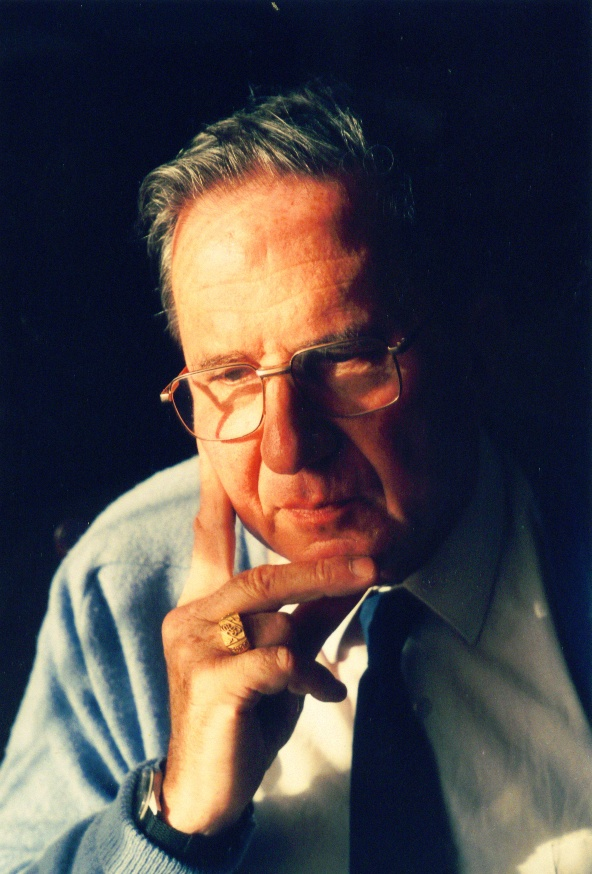
Pierre Gorman in Cambridge, 1997

Pierre Gorman (* 1. Oktober 1924 in Melbourne; † 1. Oktober 2006 ebenda) war ein gehörloser australischer Pädagoge und Psychologe.

## Leben
Gorman war ein bekannter Gehörlosen-Experte, weil er sich nicht für die Gebärdensprache, sondern für lautsprachliche Erziehung eingesetzt hat, unterstützt durch medizinische und technologische Hilfen. Das hat ihm in der Gehörlosengemeinschaft nicht immer Freunde eingebracht. Der Sohn von Sir Eugene Gorman (oberster Richter in Australien und Generalkonsul von Griechenland) und der aus Paris stammenden Marthe Gorman erlangte nach dem Willen der Eltern zunächst den akademischen Abschluss als Agrarwissenschaftler, anschließend als Erziehungswissenschaftler. Die Trennung der Eltern brachte Pierre Gorman nach Europa, wo er an der Cambridge University 1960 als erster Gehörloser weltweit einen Doktortitel erreichte. Der Titel seiner Dissertation war „Soziale und psychologische Probleme der Gehörlosen in der englischen Gesellschaft“. Für das Royal National Institute of the Deaf (RNID) in London war er anschließend als Bibliothekar tätig und baute die erste weltweit anerkannte Bibliothek mit Werken über Hörschädigungen auf.
Danach hat Gorman das von Sir Richard Paget entwickelte Paget Gorman Sign System (Grammatiksystem) fortgesetzt und weiterentwickelt. Sodann wurde Gorman an die Victorian School for Deaf Children in Melbourne berufen, die sich damals unter der Leitung von Harry Powell befand. Kurz darauf trat er eine Professur an der Monash University nahe Melbourne an. 1983 ging er in den Ruhestand. Als Gastdozent und -redner war er bis 2005 weiter aktiv. 1980 erschien im Londoner Collins-Verlag seine Biographie.
Für die Melbourne University archivierte Pierre Gorman seine Büchersammlung und seine Sammlung alter Bilder bezogen auf Cambridge. Von anfangs 600 Titeln wurden am Ende über 3000 Titel gezählt, die öffentlich zugänglich sind, und Gormans Verbundenheit zur Cambridge University und speziell zum dortigen Corpus Christi College dokumentieren. Am 2. Dezember 2000 erhielt Pierre Gorman für diese Leistung den Titel des juristischen Ehrendoktors der Melbourne University. Außerdem hat Pierre Gorman einen zweijährlich zu verleihenden Preis für Förderung der öffentlichen Bibliothek des Bundesstaates Victoria gestiftet und 1990 die Gorman Foundation gegründet, die wissenschaftlichen Nachwuchs fördert. Er war Träger verschiedener internationaler Auszeichnungen.